# Francis Barrett
Francis Barrett (2. pol. 18. st. - 1. pol. 19. st.), engleski okultist. Okultnim djelom "Magus", tiskanim u Londonu 1801. godine, utjecao je na okultni preporod u 19. stoljeću.
Malo se zna o njegovom životu. Vjeruje se da se rodio 1770. – 1780. u Londonu gdje je navodno osnovao školu okultizma o čemu piše u svojoj knjizi.